# Да отгледаш Хоуп
„Да отгледаш Хоуп“ (на английски: Raising Hope) е американски ситком, който се излъчва от 21 септември 2010 г. до 4 април 2014 г. по Fox. Сериалът получава две номинации за 63-те награди Еми.

## Сюжет
Внимание:  Текстът по-долу разкрива сюжета на произведението (или части от него)!
Сериалът разказва живота на едно средностатистическо петчленно семейство. Историята започва, когато Джими преспива със затворничка. На следващата сутрин момичето, заедно с цялото семейство, закусват. В кратко нейно отсъствие по телевизията съобщават, че полицията издирва убийца, ликвидираща гаджетата си. Когато тя се връща, майката на Джими, Вирджиния, я удря с телевизор по главата, като по-късно е изпратена в затвора. Осем месеца по-късно Джими отива на посещение при нея, когато разбира, че ще си има момиче. След като престъпничката ражда тя е осъдена на смърт. Бебето остава на Джими. Първоначално семейството му го съветва да зареже малката Хоуп, но той не се отказва. Така започват изпитанията и трудностите на семейството, съпътствани с много забавления и приключения. Семейството живее в къщата на склерозната баба на Вирджиния. В отглеждането на Хоуп се включва и Сабрина, която е приятелка на Джими от работата.

## Герои
- Джеймс „Джими“ Ченс – бащата на Хоуп и синът на Вирджиния и Бърт. Джими е 25-годишен невежа за отглеждането на деца и не само. Отраснал в шантаво семейство, той си остава безразсъдно дете. Обича помощта както от родителите си, така и от приятелите си. Като малък без самият той да знае се е изправял пред смъртни опасности, но му се е разминавало винаги на косъм. В късна тийнейджърска възраст преживява страшен период, в който е заплашена свободата му. Харесва Сабрина, но първоначално не ѝ признава. В трети сезон те се омъжват.
- Вирджиния Ченс – бабата на Хоуп, майката на Джими и съпругата на Бърт. Вирджиния ражда Джими, когато е на 15 години. Нейната майка е искала да бъде сексуално развратен човек, затова я е напуска, когато тя е на две години, оставяйки я на баба ѝ, която казва на Вирджиния, че нейната майка е починала, когато е паднала и случайно ударила главата си на една декоративна патица. Вирджиния работи като домашен чистач.
- Бърт Ченс – дядото на Хоуп, бащата на Джими и съпругът на Вирджиния. Среща се с Вирджиния, когато е на 17. Работи като поддръжка на тревни площи и басейни.
- Хоуп Ченс – дъщерята на Джими и Луси и внучката на Вирджиния и Бърт. Животът ѝ започва, когато Джими отива за сладолед и среща издирвана убийца.

## „Да отгледаш Хоуп“ в България
Сериалът започва излъчване в България по bTV на 26 октомври 2012 г. с разписание всеки делник от 23:30 ч. Първи сезон завършва на 27 ноември 2012 г. На 28 септември 2013 г. започва повторно първи сезон с разписание всяка събота от 12:30.
През 2013 г. започват повторения на първи сезон по bTV Comedy. На 5 ноември 2013 г. започва втори сезон, всеки делник от 19:00 с повторение от 14:00. На 3 март 2015 г. започва трети сезон, всеки делник от 19:30 по два епизода с повторение от 12:00. На 18 април 2016 г. започва четвърти сезон със същото разписание.
От трети сезон дублажът е на студио VMS. Ролите се озвучават от артистите Ася Рачева, Светломир Радев, Веселин Ранков, Николай Върбанов в първи и втори сезон, Илиян Пенев в трети и четвърти, и Гергана Стоянова, която във втори сезон е заместена от Вера Методиева.